# Oxyopes aureolus
Oxyopes aureolus là một loài nhện trong họ Oxyopidae.
Loài này thuộc chi Oxyopes. Oxyopes aureolus được Tord Tamerlan Teodor Thorell miêu tả năm 1899.